# Propina

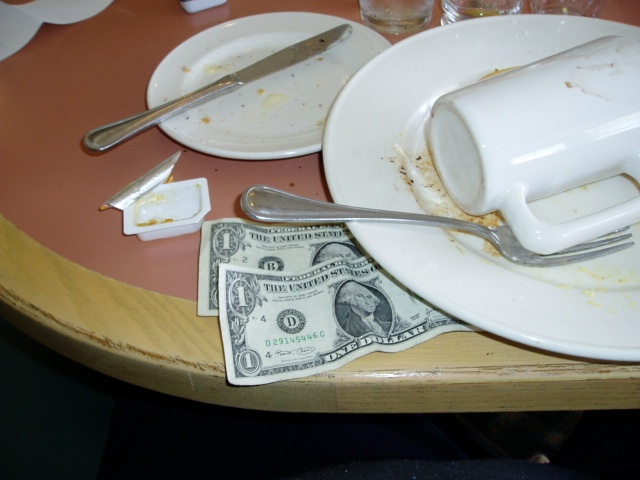
Propina de dos dòlars nord-americans deixats pel client en una taula de restaurant.

La propina  (del llatí  propinare , 'donar beure') és una recompensa generalment econòmica que s'atorga com agraïment per un bon servei i pel producte consumit.
En la majoria dels llocs, el client decideix si dona o no una propina i l'import d'aquesta. En els últims anys en alguns països la propina ha esdevingut un pagament obligatori per alguns serveis, els restaurants en són el millor exemple. No obstant això, en ser obligatòria fa que perdi el caràcter de propina (encara que en conservi el nom).
D'altra banda, hi ha empreses en les quals els treballadors no guanyen més que el que obtenen de propines (com és el cas d'empaquetador de supermercat). I en contrast algunes prohibeixen als seus clients deixar propines als empleats. Els pots, a diferència de les propines, se solen repartir entre tots els empleats, ja sigui de forma monetària o en sopar d'empresa.
Aquestes situacions han començat a polaritzar als consumidors, d'una banda hi ha gent que pensa que la propina és quelcom pràcticament obligatori per donar suport a l'economia del treballador, d'altra banda hi ha els qui creuen que donar propina només propicia que els salaris es mantinguin en nivells baixos. Mentre que alguns altres només veuen la propina com un vell costum.
El 2007 Pedro Solbes, llavors ministre d'Economia d'Espanya va afirmar que les propines excessives són un factor per l'augment de la inflació del país.
En països com els Estats Units, el costum de deixar propina s'ha expandit més enllà dels restaurants. És així que és comú lliurar propina al taxista (15%), al grum de l'hotel i al perruquer.

## Etimologia i sinònims
La paraula propina prové del llatí tardà propīna, que significa "invitació a beure".
En francès es diu  pourboire , que està composta per  pour  (per) i  boire  (beure). I en rus també es diu дать на чай (donar per al te). En l'Amèrica meridional s'anomena  Yapa  (o napa), que és una paraula derivada del quítxua (encara que també pot ser una altra cosa extra, per exemple un regal per al comprador en realitzar una compra).